# Bloodland

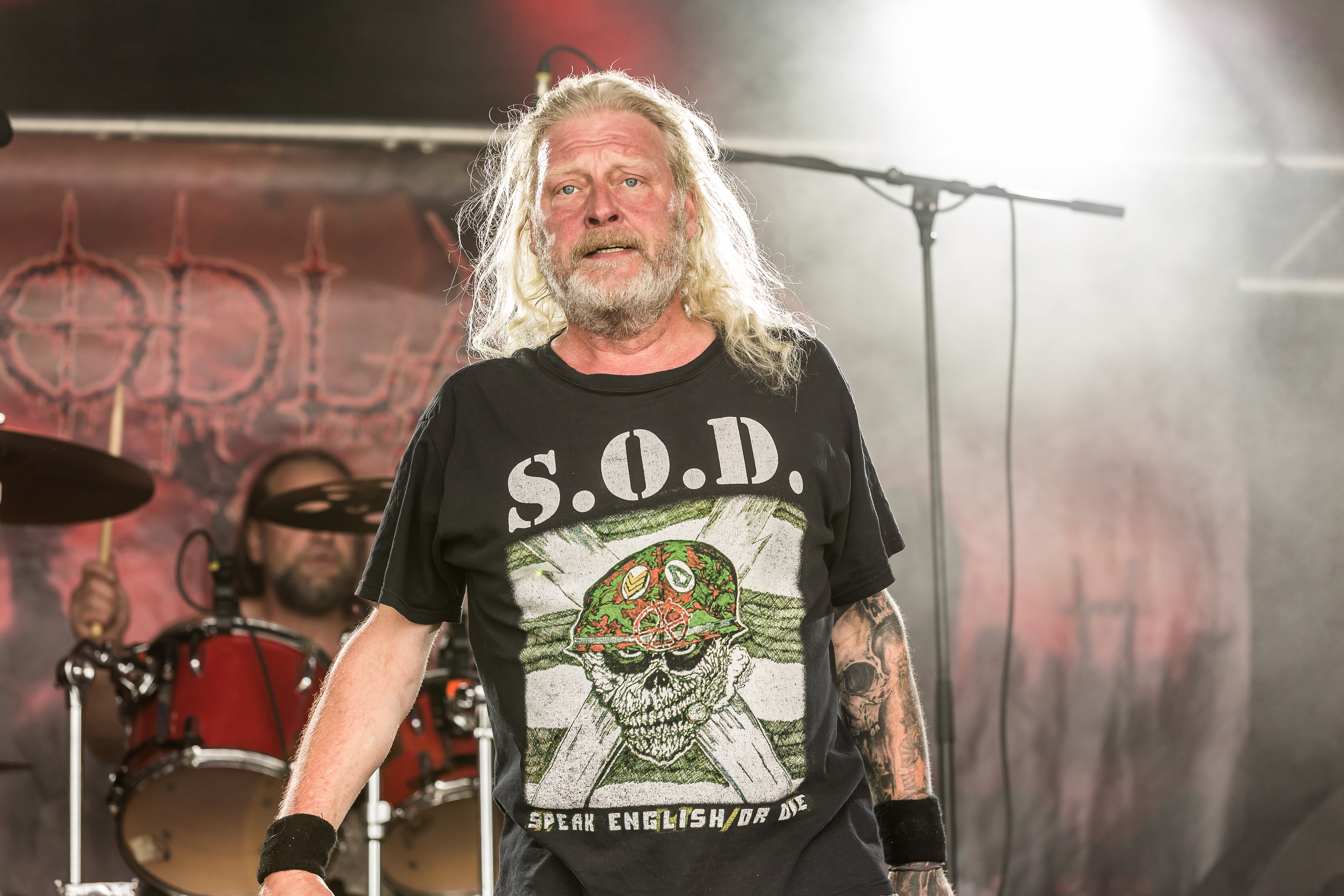
Maik Gericke

Bloodland - East German Death Metal ist eine deutsche Death-Metal-Band aus Sachsen-Anhalt / Ostdeutschland, die im Juni 2008 durch Schlagzeuger Chris Ludwig gegründet wurde.

## Geschichte
Das aktuelle Line-up besteht aus Musikern, die schon in anderen Metal-Bands (Panther, Senistro, Overlord, Feuerstein, M.A.D., Drill Star Autopsy und My Insanity) reichlich Erfahrungen sammeln konnten.
Gespielt wird derber Oldschool Death Metal, wobei sich an Genre-Kollegen wie Obituary, Cannibal Corpse, Severe Torture oder auch Torture Killer und Bolt Thrower gehalten wird.
Ende 2009 wurde das erstes Debüt mit vier Songs als Promo produziert, das dann Anfang 2010 fertig gestellt wurde und „Buried Alive“ heißt, Mitte 2013 dann die EP „Apocalyptic Visions“, die dann nochmal im Februar 2018 (2. Februar 2018) in einer Split-CD mit der Death-Metal-Band „Necrosi“ aus Italien unter dem Label „Unholy Fire Records“ aus Hannover veröffentlicht wurde. Im April 2018 (19. April 2018) ist nach 10 Jahren Bestehen der Band das neue Album „Chronicles of Death“, ebenfalls unter „Unholy Fire Records“, Hannover erschienen. Ende Juni 2021 (25. Juni 2021) ist die neue EP „Torture Blood“ unter dem Label „German Democratic Recordings“, Nürnberg vom Ostmetal (www.gdr.ostmetal.de) erschienen, auch mit Reviews u. a. im Rock Hard und Legacy.
Bloodland spielte bisher Konzerte auf folgenden Festivals: In Flammen Open Air 2013, Metal Embrace Festival 2014, Chronical Moshers Open Air 2017, Riedfest Open Air 2017, Metal Frenzy Open Air 2017, Rock for Roots Festival 2018, Protzen Open Air 2019, Braincrusher in Hell 2022.
Bloodland spielte dabei u. a. als Support von Master, Manos, Varg, Die Apokalyptischen Reiter, Fleshless, Purgatory, Debauchery, Bloodgod, Profanation, DNS, Mastic Scum, Lay Down Rotten, Demogorgon, Milking the Goatmachine, Accu§er, Prophecy, Fleshcrawl, Acranius, Furnaze, Deserted Fear, Disastrous Murmur, Illdisposed, Disharmonic Orchestra, Nailed to Obscurity, Grave, Ektomorf, Macabre, Six Feet Under, Asphyx, Gorgasm, Hypnos, Benediction, Krisiun, Vader, Bölzer, Krisiun.

## Diskografie

### EPs
- 2009: Buried Alive (Demo-EP)
- 2013: Apocalyptic Visions (EP)
- 2018: Apocalyptic Visions (Split-EP mit Necrosi)
- 2021: Torture Blood (EP)

### Studioalben
- 2018: Chronicles of Death (Album)